# Comté de Charlotte (Floride)
Pour les articles homonymes, voir Comté de Charlotte.
Le comté de Charlotte est un comté situé dans l'État de Floride, aux États-Unis. Sa population était de 186 847 habitants en 2020. Le siège de comté est Punta Gorda. Le comté a été fondé en 1921 et doit son nom à Charlotte Harbor, un estuaire situé dans le comté.

## Comtés adjacents
- Comté de Sarasota (nord-ouest)
- Comté de DeSoto (nord)
- Comté de Highlands (nord-est)
- Comté de Glades (est)
- Comté de Hendry (sud-est)
- Comté de Lee (sud)

## Principales villes
- Punta Gorda

### Nouvelles villes
- Babcock Ranch

## Démographie
| Groupe                           | Comté de Charlotte | Floride | États-Unis |
| -------------------------------- | ------------------ | ------- | ---------- |
| Blancs                           | 90,1               | 75,0    | 72,4       |
| Afro-Américains                  | 5,7                | 16,0    | 12,6       |
| Métis                            | 1,7                | 2,5     | 2,9        |
| Asiatiques                       | 1,2                | 2,4     | 4,8        |
| Autres                           | 1,1                | 3,7     | 6,4        |
| Amérindiens                      | 0,3                | 0,4     | 0,9        |
| Total                            | 100                | 100     | 100        |
|                                  |                    |         |            |
| Hispaniques et Latino-Américains | 5,8                | 22,5    | 16,7       |

Selon l'American Community Survey, en 2010 90,72 % de la population âgée de plus de 5 ans déclare parler l'anglais à la maison, 4,55 % déclare parler l'espagnol, 0,86 % le français, 0,74 % l’allemand 0,51 % un créole français et 3,36 % une autre langue.
| 1930  | 1940  | 1950  | 1960   | 1970   | 1980   |
| ----- | ----- | ----- | ------ | ------ | ------ |
| 4 013 | 3 663 | 4 286 | 12 594 | 27 559 | 58 460 |

| 1990    | 2000    | 2010    | - | - | - |
| ------- | ------- | ------- | - | - | - |
| 110 975 | 141 627 | 159 978 | - | - | - |